# Zöldfarkú bléda
A zöldfarkú bléda (Bleda eximius) a verébalakúak (Passeriformes) rendjébe, ezen belül a bülbülfélék (Pycnonotidae) családjába tartozó faj.

## Rendszerezése
A fajt Gustav Hartlaub német ornitológus írta le 1855-ben, a Trichophorus nembe Trichophorus eximius néven. Régebben használták a Bleda eximia nevet is.

## Előfordulása
Afrika nyugati részén, Elefántcsontpart, Ghána, Guinea, Libéria és Sierra Leone területén honos. Természetes élőhelyei a szubtrópusi vagy trópusi síkvidéki esőerdők. Állandó, nem vonuló faj.

## Megjelenése
Testhossza 23 centiméter.

## Életmódja
Rovarokkal táplálkozik.

## Természetvédelmi helyzete
Az elterjedési területe elég nagy, egyedszáma 10000-19999 közötti és csökken. A Természetvédelmi Világszövetség Vörös listáján mérsékelten fenyegetett fajként szerepel.